# هيلزبورو (كارولاينا الشمالية)
هيلزبورو (بالإنجليزية: Hillsborough)‏ هي مدينة أمريكية ومركز مقاطعة أورانج في ولاية كارولاينا الشمالية في الولايات المتحدة الأمريكية.

## أعلام
- كريستوفر هاريس وليامز
- كينيث لويس أندرسون
- وليام هوبر
- موسى أشلي كورتيس
- روبن ميرفي وليامز
- جوزيه تورنر
- لوغان باوز